# سيرموييه (أين)
سيرموييه (بالفرنسية: Sermoyer)‏ هي بلدية فرنسية تقع في إقليم الأين في فرنسا. رمز إنسي لها هو:1402. أما الرمز البريدي لها فهو: 1190.